# Rana asiatica
Rana asiatica és una espècie de granota que viu a la Xina, Kazakhstan i Kirguizstan.
Està amenaçada d'extinció per la pèrdua del seu hàbitat natural.